# Rozprava (žánr)
Rozprava je  žánr filosofické, odborné a vědecké literatury, ve kterém je rozebírán nějaký problém, je formulována určitá nová hypotéza, atp. Pro odbornou (vědeckou) rozpravu je typický věcný sloh bez emocionálního podtextu, maximální snaha o dodržování odborné terminologie a využívání citací, bibliografických odkazů atd., čímž se liší od polemiky, eseje a často i recenze. Filosofická rozprava se především dříve eseji přibližovala.
Jimé označení pro tento žánr je pojednání nebo studie. Pro kratší rozpravy je používáno označení stať. Rozpravou je rovněž disertační práce.